# Lewis Binford
Lewis Roberts Binford, född 21 november 1930 i Norfolk i Virginia, död 11 april 2011 i Kirksville i Missouri, var en amerikansk arkeolog.
Binford var mest känd som en av ledargestalterna bakom New Archaeology som växte fram i slutet av 1950-talet.
Binfords bidrag till arkeologin var mer teoretiska än praktiska. Han förespråkade ett antal idéer vilka utvecklades till den processuella arkeologin. Binford har beskrivits som en person med starka åsikter, vilka han inte var sen med att uttrycka, och som en person som gärna tog strid för sina idéer om arkeologi. Hans bidrag till arkeologin ledde till flera teoretiska vidareutvecklingar, många av vilka han ogillade och han kom att debattera med tidigare studenter.
Han angrep många andra tankeskolor, särskilt den postprocessuella skolan, beteendeskolan och den symboliska och postmoderna antropologin. Binford blev också känd för sin rivalitet med den franska arkeologen François Bordes, med vilken han tvistade om hur Moustérienboplatserna skulle tolkas.
Några av Binfords tidiga arbeten tillkom i samarbete med dåvarande hustrun Sally Binford. Mest känt av dessa är den inflytelserika antologin New Perspectives In Archaeology.
Binford undervisade på Truman State University i Kirksville i Missouri.

## Publikationer
- Constructing frames of reference:an analytical method for archaeological theory building using hunter-gatherer and environmental data sets Berkeley: University of California Press, (2001) ISBN 0520223934
- Debating Archaeology San Diego: Academic Press, (1989) ISBN 0121000451
- Faunal Remains from Klasies River Mouth (1984) ISBN 0-12-100070-2
- In Pursuit of the Past: Decoding the Archaeological Record (1983) ISBN 0-520-23339-5
- Bones, Ancient Men and Modern Myths (1981) ISBN 0-12-100035-4
- Nunamiut Ethnoarchaeology (1978) ISBN 0-12-100040-0
- An archaeological perspective New York: Seminar Press, (1972) ISBN 0128077506
- New Perspectives in Archaeology (1968) ISBN 0-202-33022-2
- Archaeology as Anthropology (1962)